# 現代尾浦造船
現代尾浦造船（ヒュンダイミポぞうせん、朝鮮語: 현대미포조선）は、大韓民国の造船会社。中小型船舶を中心に建造している。
イギリスの造船海運市況専門分析機関であるクラークソン社によれば、2007年3月時点で受注残高が429万CGTで世界第4位である。中型の石油化学製品運搬船（PC船）の世界シェアは1位である。

## 歴史
1975年、現代グループの現代重工業内に川崎重工業との合弁契約による船舶修理業を目的に設立された。設立当初、現代重工業は尾浦湾に所在していたため社名に「尾浦」が含まれた。
1982年にドックを新たに建設し、本社と工場を移転した。1983年には株式を上場し、1988年以降はソビエト連邦の船舶の入渠・修理をするなど船舶修理業で世界的競争力を持つに至る。
1990年代後半以降に世界最大、最高の修理造船所との評価を受けるも、中華人民共和国や東南アジアなどで低水準賃金に依拠した国外での船舶修理業に進出した。これに伴い、従来の船舶修理部門を縮小し中小船舶の新造事業への変換を図る。1999年にベトナムのビナシン造船所との合弁による「現代＝ビナシン造船所」が設立され、国外での船舶修理業を開始し、2005年に国内での船舶修理業が終了する。

## 国内の競合他社
- 三星重工業
- HJ重工業
- STX造船海洋
- ハンファオーシャン
- 城東造船海洋

## スポーツクラブ
- 蔚山現代尾浦造船（韓国サッカー・ナショナルリーグのチーム）